# 史蒂文·考尔克
史提芬·萊·哥爾卡（英語：Steven Roy Caulker；1991年12月29日—）是一名塞拉利昂職業足球運動員，司職中堅，出身熱刺青訓系統，現時效力土耳其甲組足球聯賽球隊Keçiörengücü。

## 背景
哥爾卡出生於大倫敦豪士羅區的費爾特姆，他就讀於「兰普顿学校」（Lampton School），更是自治市連續四年的400米赛跑冠軍，而他兒時支持家鄉球隊。

## 生平

### 球會
哥爾卡是熱刺青訓系統產品，以U16球員身份在2007/08年球季已參賽U18青年隊的賽事，翌季上陣31場及射入1球，同季他亦晉身預備隊，上陣5場，並在季初時成為U18青年隊的隊長。哥爾卡在作為首年全職學院球員時表現出色，並於2009年7月獲熱刺提供首份職業合約。
2009年夏季，哥爾卡與隊友馬臣一同被外借到英甲球會伊奧維汲取上陣經驗，他在2009/10年球季揭幕日主場對首度上陣，伊奧維以2-0旗開得勝。在伊奧維0-0賽和一仗哥爾卡有上佳演出，獲選入「英甲每週最佳陣容」。他與兩名熱刺隊友瑞安·梅森和乔纳森·奥比卡（Jon Obika）於2009年11月9日獲延長借用至球季結束。2010年3月1日在主場1-0擊敗米爾頓凱恩斯後哥爾卡再入選「英甲每週最佳陣容」。哥爾卡在聯賽結束前一輪提早返回熱刺，在整季45場聯賽中他正選上陣44場，僅因需要代表英格蘭U19上陣而缺席1場賽事，季後伊奧維頒發的6個獎項，他個人包攬5項。
在完成借用及參賽歐洲U-19足球錦標賽後哥爾卡載譽返回熱刺，他獲球會提供至2010年的新約。在8月初，《每日鏡報》報導哥爾卡將會再被外借，加盟回升英冠的，讓他可以從經常上陣上取得更大的進展，但這宗交易最終因他腹股溝受傷而告吹。2010年9月21日哥爾卡首次代表熱刺一隊上陣，在英格蘭聯賽盃主場迎戰阿仙奴，於加時賽後以1-4見負。
在為熱刺處子登場後5天，哥爾卡獲外借到英冠球會布里斯托城直到球季結束，隊中已有較早前外借加盟的隊友丹尼·路斯，他於作客1-3負於樸茨茅夫首次披甲上陣；10月16日在他的第50場職業球賽射入個人首個聯賽入球，但仍以2-3負於卡迪夫城敗陣而回。2010年12月20日哥爾卡獲選「聯賽11月最佳青年球員」。2011年1月3日作客領頭羊昆士柏流浪，於完場前受傷補時頂入為球隊扳平2-2。由於表現出色，布里斯托城領隊基夫·米倫（Keith Millen）計劃與熱刺商討來季續借哥爾卡。當哥爾卡隨同英格蘭U21備戰冰島時觸傷膝蓋軟骨，原本已安排季後接受腳踝手術被迫結束借用，缺席球賽最後8場賽事，返回母會接受治理。
2011年7月1日哥爾卡獲借用到新升英超的史雲斯一個球季。
2013年7月31日，新升上英超的卡迪夫城以破球會紀錄800萬英鎊轉會費從熱刺購入哥爾卡，並簽署四年合約。
2014年7月22日，隨著卡迪夫城降班返回英冠，哥爾卡轉投另一支升班馬昆士柏流浪，簽約四年。

### 國家隊
哥爾卡與熱刺隊友馬臣一同入選英格蘭U19大軍參賽在斯洛文尼亞舉行的歐洲U-19足球錦標賽外圍初賽，他分別在對芬蘭及主隊斯洛文尼亞兩場賽事上陣。哥爾卡其後在友賽對土耳其及荷蘭取得第三及四頂喼帽。哥爾卡順利入選在烏克蘭舉行的外圍賽精英圈，他在全部三場賽事均踢足全場，首仗1-0擊敗愛爾蘭；次仗4-0大勝波斯尼亞和黑塞哥維那；最後一場則以1-1賽和主隊烏克蘭，足夠讓英格蘭U19出線在法國舉行的決賽週。哥爾卡入選決賽週的18人大軍名單，分組賽被編與奧地利、荷蘭及主隊法國同組。他在三場分組賽全部正選上陣兼踢足全場，首仗3-2擊敗奧地利；次仗0-1負於荷蘭；最後一場1-1賽和主隊法國，壓倒奧地利及荷蘭，以次名出線準決賽。英格蘭在準決賽以1-3遭西班牙淘汰出局，透過參加這項競賽，哥爾卡合共取得11頂喼帽，在賽事中全部正選上陣，並踢足每一分鐘的賽事。由於在下屆賽事超齡，哥爾卡及大部分前英格蘭U19成員均沒有獲選在2010年9月對斯洛伐克的友誼賽。
哥爾卡獲英格蘭U21徵召備戰2010年11月16日作客對德國U21，並獲派首次披甲上陣，於下半場77分鐘入替凱利，最終以0-2敗北而回。
2021年12月17日，他通過父親的血統會轉戰代表塞拉利昂國家隊上陣。

## 外部連結
- 足球数据库：史蒂文·考尔克的球员统计数据
- Tottenham Hotspur Profile（页面存档备份，存于）